# Percy Mayfield
Percy Mayfield, född 12 augusti 1920 i Minden i Louisiana, död 11 augusti 1984 i Los Angeles i Kalifornien, var en amerikansk låtskrivare, känd för sångerna "Hit the Road Jack" och "Please Send Me Someone to Love", även en framgångsrik blues- och R&B-artist känd för sin lugna och smidiga sångstil. 

## Karriär
Mayfield föddes i Louisiana. I sin ungdom visade han stor talang för poesi och detta ledde honom till hans låtskrivande och sjungande. Han startade sin sångkarriär i Texas och flyttade senare till Los Angeles år 1942, men utan större framgångar. Till slut skrev 1947 ett litet skivbolag, Swing Time, på ett kontrakt med Mayfield för att spela in hans sång "Two Years of Torture". Sången sålde stadigt de kommande fem åren, vilket ledde att Art Rupe skrev över Mayfield till sitt skivbolag, Specialty Records, 1950.
Fastän hans sångstil hade influenser av sångare som Charles Brown fokuserade Mayfield inte på den "vita" marknaden, som många West Coast blues-musiker gjorde. Snarare sjöng han bluesballader, mest hans egenskrivna sånger, på ett milt sångsätt. Hans mest kända sång "Please Send Me Someone to Love", en #1 R&B-hit år 1950, var brett inflytelserik och inspelad av många andra sångare.
1952 blev Mayfield skadad i en bilolycka, bland annat skadades hans ansikte vilket begränsade hans sjungande. Dock hindrade det inte hans låtskrivande. Mayfield fortsatte att skriva och spela in sånger för Specialty fram till 1954 då han började spela in för Chess Records och Imperial Records. Hans karriär fortsatte att blomstra med sånger som "Strange Things Happening", "Lost Love", "What a Fool I Was", "Prayin' for Your Return", "Cry Baby" och "Big Question".
År 1961 fick han mycket uppmärksamhet då Ray Charles sjöng Mayfields sång "Hit the Road Jack" och sedan skrev Charles över Mayfield till sitt eget skivbolag, Tangerine Records, först och främst som låtskrivare, där han sedan skrev sångerna "Hide Nor Hair", "At the Club", "Danger Zone" och "On the Other Hand, Baby".
Mayfields sånger är tänkta att vara tunga och hans texter att vara hjärtekrossande, men hans sårbarhet och känslomässiga sensitivitet hindrade sånger som "Life is Suicide" och "The River's Invitation" från att bli sentimentala.